# Ahmada Rweyemamu Ngemera
Ahmada Rweyemamu Ngemera (* 12. Mai 1950 in Bukoba, Tanganjika) ist ein tansanischer Diplomat.
Ahmada R. Ngemera studierte Betriebswirtschaftslehre an der University of Dar es Salaam (Abschluss 1976) sowie Politik- und Verwaltungswissenschaften an der University of Wisconsin–Madison (Abschluss 1979). Von 1993 bis 2004 war er im tansanischen Ministerium für Industrie und Handel tätig, zuletzt als Staatssekretär. Von 2004 bis 2006 war er Stellvertreter des Generalsekretärs der Ostafrikanischen Gemeinschaft und dort für Finanzen und Verwaltung zuständig. Seit 2006 ist er Botschafter von Tansania in Deutschland, seit 2008 außerdem beim Heiligen Stuhl.
Ngemera ist Witwer und hat drei Töchter.